# Internet Maker
Internet Maker – polski dwumiesięcznik o tematyce komputerowej przeznaczony dla webmasterów i webdesignerów. Pierwszy numer ukazał w styczniu 2006 roku. Od listopada 2008 roku magazyn był wydawany w formie serwisu internetowego zawierające darmowe artykuły i materiały do pobrania.
Wydawcą magazynu jest wydawnictwo AVT-Korporacja. Od początku istnienia magazynu funkcję redaktora naczelnego sprawuje Michał Stępień.

## Tematyka
Tematy poruszane w czasopiśmie dotyczą przede wszystkim technicznych aspektów tworzenia stron www: programowania w języku PHP i innych językach typu server-side, JavaScript oraz tworzenia kodu HTML i CSS.
W magazynie poruszane są także tematy związane z marketingiem internetowym, jak np. pozycjonowanie stron internetowych, aktualnymi trendami i innymi nietechnicznymi aspektami tworzenia stron www, jak korzystanie ze statystyk albo użyteczność serwisów i aplikacji internetowych.